# 譚性教
譚性教（1578年—1635年），字養甫，一字生伯，號笠石，又自號黃雪居士，山東濟南府泰安州萊蕪縣谭家楼村人，軍籍，明朝官員。

## 生平
年十五，山東提學副使李化龍拔取入庠。萬曆二十八年（1600年）丁母艱。萬曆三十一年（1603年）癸卯科山東鄉試第六名舉人，萬曆三十八年（1610年）庚戌科會試一百六名，第三甲第二百五名進士。禮部觀政，三十九年授河南陳留縣知縣，萬曆四十一年（1613年）六月丁外艱去職，萬曆四十四年（1616年）守喪期滿，授河南襄城縣知縣。萬曆四十六年（1618年）任戊午科本省鄉試同考官。创修“濬来家渠”六十里，襄人为立生祠。
泰昌元年（1620年）任南京吏部验封司主事，五年升稽勋司郎中。天啓六年（1626年）轉陕西按察司副使，整飭寧夏糧儲道兼攝學政，崇禎元年覃恩追贈父母誥命，二年（1628年）以足病兼中南京察典，请辞归。五十八歲而逝，門生梁廷棟撰墓表。

## 著作
谭性教工古文，有《诗文杂稿》、《两县谳语》、《金陵谱游》、《黄雪山房集》十二卷等。

## 家族
曾祖譚文；祖父杏山公譚明；父和嚴公譚冠，庠生、儒官，贈文林郎襄城縣知縣；母李氏（贈孺人）；繼母蘇氏。具慶下。李氏生四子：性教、命教、身教、孔教。
兄易教；書教；禮教（庠生）。弟命教（監生）；身教（庠生）；孔教（庠生）。子谭其志；谭其忠。